# Ed (Szwecja)
Ed – miejscowość (tätort) w Szwecji, w regionie administracyjnym (län) Västra Götaland, w gminie Dals-Ed.
Według danych Szwedzkiego Urzędu Statystycznego liczba ludności wyniosła: 2994 (31 grudnia 2015), 3066 (31 grudnia 2018) i 3078 (31 grudnia 2019).